# Dyskografia Marii Koterbskiej
Solowa dyskografia Marii Koterbskiej obejmuje siedem albumów studyjnych, jedenaście albumów kompilacyjnych, pięć minialbumów, cztery single, dwie pocztówki dźwiękowe, oraz sześć płyt szelakowych.

## Albumy studyjne
| Rok  | Dane dot. albumu | Numer katalogowy                               |
| ---- | --- | ---------------------------------------------- |
| 1954 | Maria Koterbska / Poznański Kwartet Rytmiczny - Wydawca: Zakład Nagrań Dźwiękowych "Muza" - Format: LP (10 cali)       | Muza L 0006                                    |
| 1958 | Ulubione przeboje - Wydawca: Polskie Nagrania, Pronit - Format: LP (10 cali), digital download, streaming              | Polskie Nagrania „Muza” L 0227 / Pronit L 0227 |
| 1958 | Ulubione piosenki - Wydawca: Polskie Nagrania, Pronit - Format: LP (10 cali)                                           | Polskie Nagrania „Muza” L 0234 / Pronit L 0234 |
| 1959 | Maria Koterbska śpiewa wesołe piosenki - Wydawca: Polskie Nagrania - Format: LP (10 cali), digital download, streaming | Polskie Nagrania „Muza” L 0284                 |
| 1967 | Nie mówmy, że to miłość... - Wydawca: Polskie Nagrania - Format: LP, digital download, streaming                       | Polskie Nagrania „Muza” XL 0351                |
| 1972 | Maria Koterbska - Wydawca: Polskie Nagrania - Format: LP, MC, digital download, streaming                              | Polskie Nagrania „Muza” SXL 0800               |
| 1974 | Jubileusz - Wydawca: Polskie Nagrania - Format: LP, digital download, streaming                                        | Polskie Nagrania „Muza” SXL 1204               |

## Albumy kompilacyjne
| Rok  | Dane dot. albumu                                                                                     | Numer katalogowy                                                   |
| ---- | --- | ------------------------------------------------------------------ |
| 1990 | Życie zdarza się raz - Wydawca: Polskie Nagrania - Format: LP, MC, digital download, streaming       | Polskie Nagrania „Muza” SX 2850 / Polskie Nagrania „Muza” CK 050   |
| 1992 | Viva Maria - Wydawca: Polskie Nagrania - Format: CD, MC                                              | Polskie Nagrania „Muza” PN CD128 / Polskie Nagrania „Muza” CK 1302 |
| 1994 | Jubileusz - Wydawca: Polskie Nagrania - Format: CD, MC                                               | Polskie Nagrania „Muza” PNCD 270 / Polskie Nagrania „Muza” CK 1359 |
| 1999 | Platynowa kolekcja: Złote przeboje - Wydawca: Point Music - Format: CD, MC                           | PM 031-2 / PM 031-4                                                |
| 1999 | Augustowskie noce - Wydawca: Yesterday - Format: CD                                                  | Yesterday 83098818-2                                               |
| 1999 | Złote przeboje - Wydawca: Andromeda - Format: CD                                                     | Andromeda CD - 438                                                 |
| 2006 | Od piosenki do piosenki - Wydawca: Polskie Radio - Format: CD                                        | Polskie Radio PRCD 865                                             |
| 2010 | Pierwsze niepublikowane nagrania - Wydawca: Tedyy Records - Format: CD                               | Teddy Records TRCD 1012                                            |
| 2010 | 40 piosenek Marii Koterbskiej - Wydawca: Polskie Nagrania - Format: CD, digital download, streaming  | Polskie Nagrania „Muza” PNCD 1292                                  |
| 2014 | Brzydula i Rudzielec - Wydawca: Polskie Nagrania - Format: CD, digital download, streaming           | Polskie Nagrania „Muza” PNCD 1421                                  |
| 2017 | Złota kolekcja: Serduszko puka w rytmie cha-cha - Wydawca: Warner Music Poland, Pomaton - Format: CD | Pomaton 01902 9 58036 1 2                                          |

## Minialbumy
| Rok  | Dane dot. albumu                                                                                     | Numer katalogowy                               | Reedycja                       |
| ---- | --- | ---------------------------------------------- | ------------------------------ |
| 1956 | Maria Koterbska (1956) - Wydawca: Polskie Nagrania - Format: EP, digital download, streaming         | Muza N 0014                                    | -                              |
| 1958 | Maria Koterbska (1958) - Wydawca: Polskie Nagrania, Pronit - Format: EP, digital download, streaming | Polskie Nagrania „Muza” N 0091 / Pronit N 0091 | -                              |
| 1960 | Maria Koterbska (1960) - Wydawca: Veriton - Format: EP                                               | Veriton V 250                                  | -                              |
| 1964 | Maria Koterbska (1964) - Wydawca: Pronit - Format: EP, digital download, streaming                   | Polskie Nagrania „Muza” N 0320                 | Polskie Nagrania „Muza” EN 046 |
| 1966 | Maria Koterbska (1966) - Wydawca: Pronit - Format: EP, digital download, streaming                   | Pronit N 0395                                  | -                              |

## Single
| Rok  | Dane dot. albumu                                                                            | Numer katalogowy                    |
| ---- | ------------------------------------------------------------------------------------------- | ----------------------------------- |
| 1962 | Parasolki / Klip, klip, klap, klap - Wydawca: Pronit - Format: SP                           | Pronit SP 36                        |
| 1962 | Serduszko puka w rytmie cha-cha / Posłuchaj, oto cha-cha-cha - Wydawca: Pronit - Format: SP | Pronit SP 47                        |
| 1967 | Bajka amurska / Piosenka o walcu domino - Wydawca: Polskie Nagrania - Format: SP            | Polskie Nagrania „Muza” SP 258      |
| 1974 | Serenada / Mówiłeś Mario - Wydawca: Polskie Nagrania - Format: SP                           | Polskie Nagrania „Muza” Muza SP 517 |

## Pocztówki dźwiękowe
| Rok  | Dane dot. albumu                                                                                       | Numer katalogowy |
| ---- | --- | ---------------- |
| 1974 | Karuzela, Pod parasolem - Wydawca: Krajowa Agencja Wydawnicza - Format: pocztówka dźwiękowa (2 utwory) | KAW R 0371-II    |
| 1979 | Karuzela - Wydawca: PWP Ruch - Format: pocztówka dźwiękowa (1 utwór)                                   | Tonpress R 0944  |

## Płyty szelakowe
| Rok  | Dane dot. albumu | Numer katalogowy                           |
| ---- | --- | ------------------------------------------ |
| 1955 | Nie o mnie / Codzień, codzień dzięcioł stuka - Wydawca: Zakład Nagrań Dźwiękowych "Muza" - Format: płyta szelakowa (78 obr./min) | Muza 2585                                  |
| 1955 | Gdy pada, pada deszcz / Polubiłam jesień - Wydawca: Zakład Nagrań Dźwiękowych "Muza" - Format: płyta szelakowa (78 obr./min)     | Muza 2647                                  |
| 1955 | Zielona piosenka / Żaby i sport - Wydawca: Zakład Nagrań Dźwiękowych "Muza" - Format: płyta szelakowa (78 obr./min)              | Muza 2648                                  |
| 1958 | Cha-cha seniorita / Karuzela - Wydawca: Polskie Nagrania - Format: płyta szelakowa (78 obr./min)                                 | Polskie Nagrania „Muza” 3286               |
| 1958 | Chico-Chico / Hallo, hallo, hallo, hallo - Wydawca: Polskie Nagrania - Format: płyta szelakowa (78 obr./min)                     | Polskie Nagrania „Muza” 3287               |
| 1959 | Si senor / Deszczowa poczta - Wydawca: Polskie Nagrania, Pronit - Format: płyta szelakowa (78 obr./min)                          | Polskie Nagrania „Muza” 3329 / Pronit 3329 |